# Pedro José de Guzmán
Pedro José de Guzmán (1778 - 1831) fue un político liberal y comerciante novohispano (después mexicano al consumarse la independencia de ese país), nacido y fallecido en la ciudad de Mérida, Yucatán, quien participó en el grupo de los sanjuanistas, junto con Vicente María Velázquez y José Matías Quintana, entre otros. Fue alcalde de Mérida y diputado al primer Congreso Constituyente del Estado de Yucatán.

## Datos biográficos
Tuvo una destacada participación en la actividad comercial de Yucatán a principios del siglo XIX. Colaboró en la construcción del puerto de altura de Sisal mediante un muelle que hizo posible la ampliación de las actividades marítimo comerciales de Yucatán, desde ese puerto. En 1812 participó como integrante del primer Ayuntamiento Constitucional de Mérida del que formaron parte notables sanjuanistas.
Ayudó a financiar la adquisición e importación de la primera imprenta que existió en Yucatán y que fue traída de Cuba e inaugurada por los hermanos López Constante en 1913. En ella serían impresos los primeros periódicos liberales durante el periodo pre-independentista.
Fue alcalde de Mérida en el periodo 1820 - 1822, siendo signatario del Acta de Independencia de Yucatán, así como del Acta Federativa, mediante la cual se adhirió Yucatán a la nación mexicana. En 1823 fue diputado (Diputación Provincial) por Tecoh y más tarde, en 1825, diputado al primer Congreso Constituyente del Estado de Yucatán.